# Camilla av Storbritannien
Camilla, född Camilla Rosemary Shand, senare Parker Bowles, den 17 juli 1947 i London, är Storbritanniens drottning sedan 2023, genom sitt äktenskap med kung Charles III.

## Biografi
Drottning Camilla är dotter till major Bruce Shand (1917–2006) och Rosalind Cubitt (1921–1994), som var dotter till Roland Cubitt, 3:e baron Ashcombe. Som barn växte Camilla Shand huvudsakligen upp nära Lewes i East Sussex.
Hon träffade prins Charles första gången 1971, genom gemensamma vänner, varvid de inledde ett förhållande. Något år senare bröts förbindelsen, ryktesvis därför att prins Charles inte friade. En annan förklaring är att prins Charles ryckte in i flottan.
Istället gifte hon sig med kavalleriofficeren Andrew Parker Bowles 1973. Camilla har två barn från äktenskapet med honom: Thomas Henry (född 1974) och Laura Rose (född 1978). Paret skildes 1995.
Prins Charles och Parker-Bowles fortsatte att vara nära vänner, även efter hans giftermål med prinsessan Diana 1981. Så småningom, i augusti 1996, skilde sig även prins Charles och prinsessan Diana. En tid efter den senares död flyttade Charles samman med den då frånskilda Parker-Bowles.
Den 10 februari 2005 tillkännagav prins Charles sin förlovning med Camilla Parker-Bowles. Den 9 april 2005 gifte sig paret genom en borgerlig vigsel i Windsor. Charles var då 56 år och Camilla 57. Bröllopet flyttades en dag framåt för att prins Charles skulle kunna vara närvarande vid begravningen av påven Johannes Paulus II.

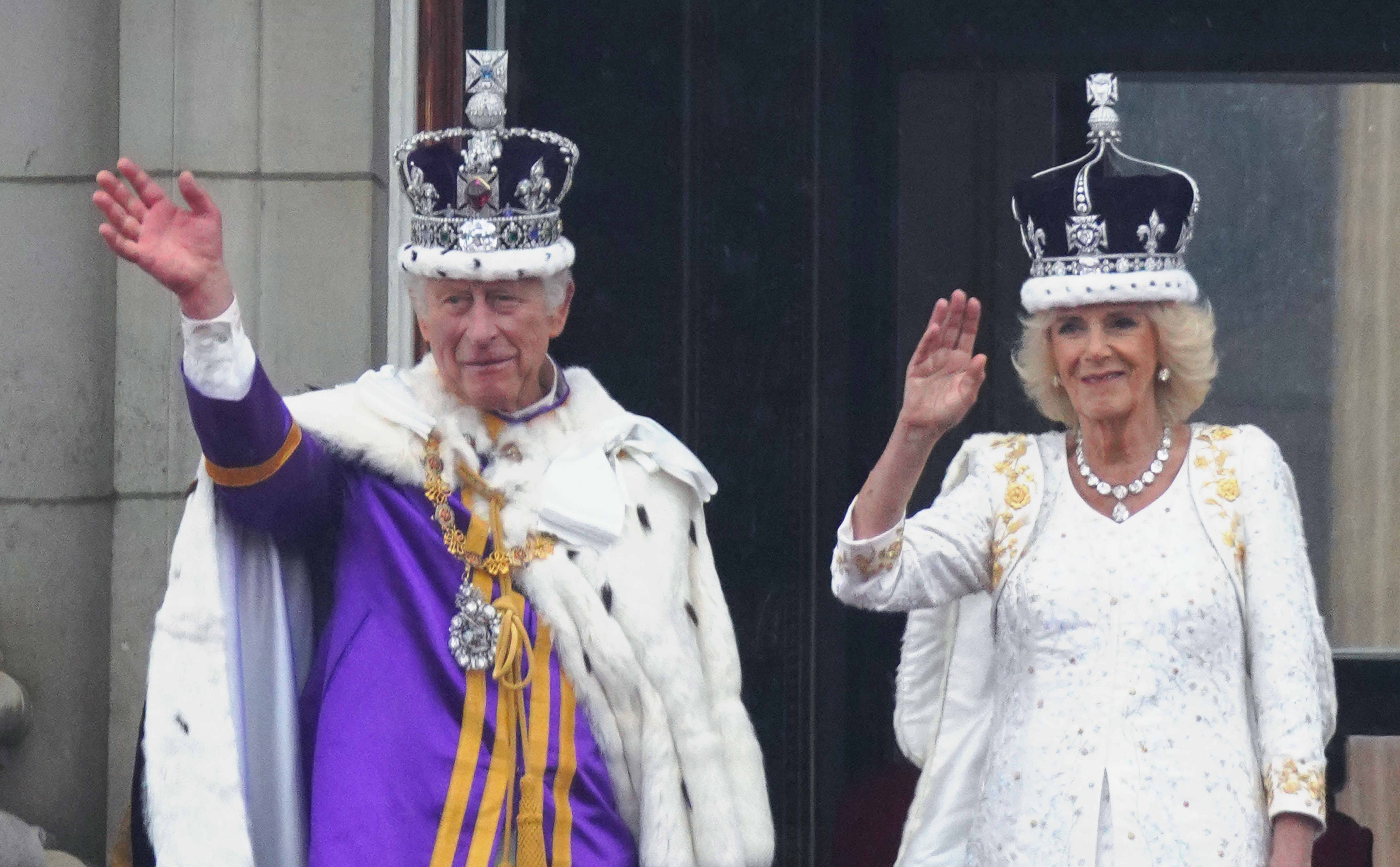
Kung Charles III och drottning Camilla i samband med kröningen 2023.

Den 6 maj 2023 kröntes Camilla till Storbritanniens drottning tillsammans med sin make kung Charles III. 

### Hertiginna av Cornwall
Efter att ha blivit gemål till dåvarande prinsen av Wales, förvärvade Camilla automatiskt rang som den kvinna som är näst högst i den brittiska rangordningen (efter drottning Elizabeth II), och som femte eller sjätte i rangordningen för hennes andra riken, efter drottningen, respektive generalguvernör, hertigen av Edinburgh och prinsen av Wales. Det avslöjades att drottningen förändrade den kungliga rangordningen för privata tillfällen och placerade Camilla på fjärde plats efter drottningen, prinsessan Anne och prinsessan Alexandra. Inom två år efter äktenskapet utvidgade drottningen Camillas synliga tecken på medlemskap i kungafamiljen; hon lånade hertiginnan en tiara som tidigare tillhörde drottningmodern.
Efter deras bröllop blev Clarence House både hertiginnans och prinsen av Wales officiella bostad. Paret bor också på Birkhall för semesterevenemang och Highgrove House i Gloucestershire för familjesammankomster. År 2008 bosatte de sig i Llwynywermod i Wales, där de stannade på sitt besök i Wales varje år på sommaren och vid andra tillfällen. För att tillbringa tid ensam med sina barn och barnbarn underhåller hertiginnan fortfarande sitt hem Ray Mill House, där hon bodde 1995 till 2003. Hertiginnan av Cornwall har tre hovdamer, inklusive sin vän sedan länge, Amanda MacManus, som dessutom är hennes assisterande privatsekreterare.
Även om inga detaljer offentliggjordes bekräftades det i mars 2007 att Camilla hade genomgått en hysterektomi. I april 2010 bröt hon sitt vänstra ben medan hon gick i Skottland. I november 2010 var hertiginnan och hennes man indirekt inblandade i de brittiska studentprotesterna 2010 när deras bil attackerades av demonstranter. Clarence House gjorde senare ett uttalande om händelsen: "En bil med prins Charles och hertiginnan av Cornwall attackerades av demonstranter men paret undkom oskadda." Den 9 april 2012, hertiginnans och prinsens sjunde bröllopsdag, av Wales utsåg drottningen hertiginnan till medlem av Victoriaorden. År 2015 begärde prinsen av Wales att en pub som byggdes i hans stadsbyggnadsprojekt i Poundbury skulle döpas efter henne. Puben öppnade 2016 och heter Duchess of Cornwall Inn. Den 9 juni 2016 utsåg drottningen hertiginnan till medlem av Kronrådet.
Hertiginnan står tillsammans med många av kungahuset som vaxdocka på Madame Tussauds.

### Kampen mot osteoporos
År 1994 blev hertiginnan medlem i National Osteoporosis Society sedan hennes mamma hade dött en smärtsam död av sjukdomen det året. Hennes mormor dog också av sjukdomen 1986. Camilla blev beskyddare för välgörenheten 1997 och utnämndes till sällskapets president 2001 i ett mycket publicerat evenemang tillsammans med prinsen av Wales.
År 2002 lanserade hon en minibok, A Skeleton Guide to a Healthy you, Vitamins and Minerals, som syftar till att hjälpa kvinnor att skydda sig mot sjukdomen. Följande månad deltog hon i Roundtable of International Women Leaders to Examine Barriers to Reimbursement for Diagnosis and Treatment of Osteoporosis conference tillsammans med 13 framstående kvinnor från hela världen. Evenemanget anordnades av International Osteoporosis Foundation och var värd för 
drottning Rania av Jordanien och under den höll hon sitt första offentliga tal. Den internationella konferensen, som ägde rum i Lissabon, Portugal, sammanförde offentliga personer från hela världen för att fokusera på behandling av osteoporos och efterlyste regeringshjälp från hela världen. År 2004 deltog hon i en annan konferens i Dublin, som anordnades av Irish Osteoporosis Society och året efter besökte National Institutes of Health i Maryland, USA för att ge en presentation om osteoporos.
År 2006 lanserade hertiginnan kampanjen Big Bone Walk, som ledde till att 90 barn och osteoporospatienter gjorde en 16 kilometer lång vandring och klättring runt Loch Muick nära Balmoral Castle i Skottland för att samla in pengar till välgörenhet. 2011 uppträdde hon i BBC:s radiodrama The Archers och spelade sig själv, för att göra sjukdomen känd, och 2013 samarbetade hon med tv-serien Strictly Come Dancing för att samla in pengar till National Osteoporosis Society. År 2006 hade hon talat på mer än 60 platser om sjukdomen i Storbritannien och runt om i världen, och hade också öppnat osteoporoscentra för att hjälpa sjuka. Nästan varje år deltar hertiginnan i världens osteoporosdag genom att vara med i evenemang runt om i Storbritannien den 20 oktober. Hon fortsätter att delta i konferenser runt om i världen och träffar hälsoexperter för att ytterligare diskutera sjukdomen.
För sitt arbete med att öka medvetenheten om benskörhet runt om i världen hedrades hertiginnan med ett Ethel LeFrak-pris 2005 från en amerikansk välgörenhetsorganisation och 2007 tilldelades hon Kohn Foundation Award 2007 från National Osteoporosis Society. I juli 2007 öppnade hertiginnan hertiginnan Cornwall Center for Osteoporosis på Royal Cornwall Hospital, Truro. År 2016 blev hon hedersdoktor vid University of Southampton. År 2019 döptes National Osteoporosis Society om till Royal Osteoporosis Society.

## Titlar och tilltal
Innan sin kröning var Camilla känd som the queen consort istället för enbart queen, drottning. Detta är en benämning på en drottning som inte är regerande monark utan gift med kungen. I ett skriftligt uttalande i februari 2022 inför 70-årsjubileet av drottning Elizabeths trontillträde yttrade drottningen att hon innerligt önskade att Camilla skulle bli känd som Queen Consort. Efter drottningens död använde hovet titeln Her Majesty The Queen Consort. Detta ändrades efter hennes kröning och hon är nu känd som Her Majesty Queen Camilla.
Före Elizabeth II:s död var Camilla prinsessa av Wales och grevinna av Chester, hertiginna av Cornwall samt hertiginna av Rothesay, grevinna av Carrick, baronessa av Renfrew, Lady of the Isles samt prinsessa av Skottland. I samband med parets förlovning meddelades att Camilla själv bett att titeln "prinsessa av Wales" inte skulle användas. Det har tolkats som en önskan att visa respekt för Diana, prinsessa av Wales, makens tidigare hustru. I stället valde hon att använda sig av sin makes engelska sekundärtitel, och tilltalades därför Hennes kungliga höghet hertiginnan av Cornwall. I Skottland tilltalades hon, i enlighet med makens skotska titlar, Hennes kungliga höghet hertiginnan av Rothesay.

## Utmärkelser

### Samväldet
- riddare av Strumpebandsorden (Storbritannien, 2022)[45]
- storkors av Victoriaorden (Storbritannien, 2012)[46]
- riddare av Elizabeth II:s familjeorden (Storbritannien, 2007)[47]
- riddare av Tistelorden (Storbritannien, 2023)[48]
- storkors av Brittiska imperieorden (Storbritannien, 2024)[49]
- riddare av Nya Zeelands orden (Nya Zeeland, 2023)[50]
- riddare av Melanesiens stjärnas orden (Papua Nya Guinea, 2012)[47]
- Saskatchewans hundraårsjubileums medalj (Saskatchewan, 2005)[51]

### Utländska
- storkors av Nationalförtjänstorden (Frankrike, 2014)[47]
- band av Mexikanska Aztekiska Örnorden (Mexiko, 2019)[52]
- specialstorkors av Förbundsrepubliken Tysklands förtjänstorden (Tyskland, 2023)[53]